# Kołaki Małe
Kołaki Małe – przysiółek w Polsce, położony w województwie mazowieckim, w powiecie ciechanowskim, w gminie Grudusk.
Do 2024 r. miejscowość była częścią wsi Kołaki Wielkie. W latach 1975–1998 miejscowość należała administracyjnie do województwa ciechanowskiego.